# Arrondissement de Missirah Wadene
L'arrondissement de Missirah Wadene est l'un des arrondissements du Sénégal. Il est situé dans le département de Koungheul et la région de Kaffrine.
Il compte trois communautés rurales :
- Communauté rurale de Missirah Wadène
- Communauté rurale de Maka Yop
- Communauté rurale de Ngainthe Pathè

Son chef-lieu est Missirah Wadene.